# Isla Jorge Montt
Isla Jorge Montt är en ö i Chile.   Den ligger i regionen Región de Magallanes y de la Antártica Chilena, i den södra delen av landet, 2 000 km söder om huvudstaden Santiago de Chile. Arean är 537 kvadratkilometer.
Terrängen på Isla Jorge Montt är kuperad. Öns högsta punkt är 787 meter över havet. Den sträcker sig 52,6 kilometer i nord-sydlig riktning, och 37,9 kilometer i öst-västlig riktning.
Trakten runt Isla Jorge Montt består i huvudsak av gräsmarker. Trakten runt Isla Jorge Montt är nära nog obefolkad, med mindre än två invånare per kvadratkilometer.